# Anna Gonzaga

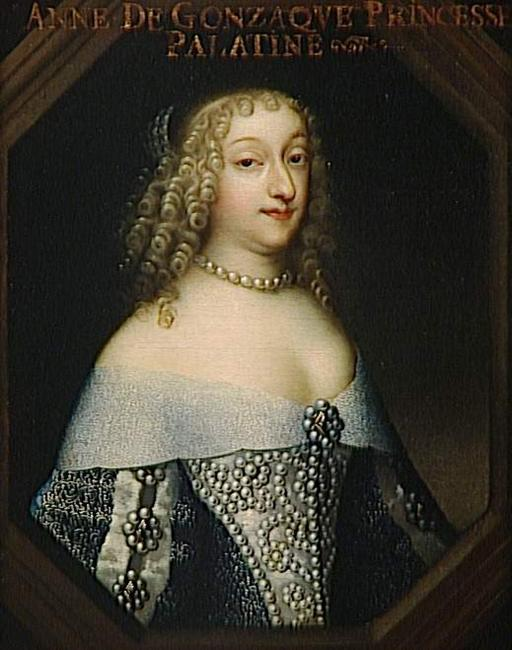
Anna Gonzaga

Anna Gonzaga (frz. Anne de Gonzague, Anne Gonzague de Clèves-Nevers) (* 1616; † 6. Juli 1684 in Paris) war eine Adelige aus dem französischen Zweig der Familie Gonzaga. Sie heiratete Eduard von der Pfalz und spielte eine gewisse Rolle während der Zeit der Fronde als Gegnerin von Jules Mazarin. Später trug sie maßgeblich zur Verheiratung von Liselotte von der Pfalz mit Philippe I. de Bourbon, duc d’Orléans bei.

## Leben
Sie war Tochter von Carlo I. Gonzaga, Herzog von Nevers und Mantua, und der Mutter Catherine de Lorraine. Eine ihrer Schwestern war die Königin von Polen Luisa Maria Gonzaga, ein Bruder war Carlo II. Gonzaga.
Erzogen wurde sie von Francisca von Châtre, der Äbtissin der Abtei Faremoutiers. Zunächst war sie, wie ihre jüngere Schwester Benedicte, für ein Leben als Nonne vorgesehen gewesen. Nach dem Tod des Vaters 1637 verließ Anna das Kloster.
Sie lebte danach am Hof von Ludwig XIII. und Anna von Österreich. Sie unterhielt eine heimliche Liebesbeziehungen zu Henri II. de Lorraine, duc de Guise. Verschiedentlich wurde behauptet, sie hätte ihn trotz seines geistlichen Standes als erwählter Erzbischof von Reims sogar geheiratet. Tatsächlich hat er aber keinen päpstlichen Dispens erhalten. Sie heiratete 1645 Eduard von der Pfalz, einen Sohn von Friedrich V., des früheren „Winterkönigs“ von Böhmen. Ihr Mann trat aus diesem Grund zum Katholizismus über.
Während der Regentschaft von Königin Anna für den unmündigen Ludwig XIV. und in der Zeit der Fronde spielte sie am Hof eine einflussreiche Rolle. Zeitweise agierte sie für Louis II. de Bourbon, prince de Condé sogar gegen Mazarin. Nachdem Conde und andere verhaftet worden waren, soll sie zusammen mit Anhängern der Fronde einen Aufstand in Paris entfacht haben, der dazu führte, dass Mazarin und Anna von Österreich die Gefangenen wieder frei lassen musste. Damit begann die zweite Phase der Fronde.
Kardinal Jean-François Paul de Gondi schätzte sie als ein politisches Talent ein. Ihr Schwager Karl Ludwig von der Pfalz nutzte ihr diplomatisches Geschick für Verhandlungen am französischen Hof. 1660 wurde sie zur Surintendante de la Maison de la Reine ernannt, um ein Versprechen aus dem Jahr 1651 einzulösen. Im März 1661 musste sie ihr Amt auf Befehl des Königs aber niederlegen. Daraufhin verließ sie den Hof und kehrte erst 1663 nach der Heirat ihrer Tochter Anna Henriette mit Henri III. Jules de Bourbon, prince de Condé zurück. Ebenfalls 1663 erwarb sie das Schloss Le Raincy.
Sie war 1670 maßgeblich beteiligt am Zustandekommen der Heirat von Liselotte von der Pfalz mit Philippe I. de Bourbon, duc d’Orléans, dem Bruder Ludwig XIV. Sie holte ihre Nichte in Heidelberg ab und begleitete sie nach Paris.
Durch einen Traum wurde sie dazu bewogen, ihr höfisches Leben aufzugeben. Stattdessen lebte sie ein zurückgezogenes, frommes Leben und widmete sich der Wohltätigkeit und Buße.

## Nachkommen
Aus ihrer Ehe mit Eduard von der Pfalz gingen folgende Kinder hervor:
- Luise Marie (1647–1679)

⚭ 1671 Fürst Karl Theodor zu Salm (1645–1710), kaiserlicher Feldmarschall
- Anna Henriette Julie (1648–1723)

⚭ 1663 Henri III. Jules de Bourbon, prince de Condé (1643–1709)
- Sohn (1650–1651)
- Benedicta Henriette Philippine (1652–1730)

⚭ 1668 Herzog Johann Friedrich zu Braunschweig und Lüneburg (1625–1679)